# Paolo Francia
Paolo Francia (1901) è stato uno sciatore di pattuglia militare italiano.
Nel rango di un alpino (soldato E-1 del corpo degli Alpini), è stato membro della pattuglia militare italiana alle Olimpiadi invernali 1924 a Chamonix guidati dal sottotenente Piero Dente.